# مقر خاتم الأنبياء المركزي
مقر خاتم الأنبياء المركزي (بالفارسية: قرارگاه مرکزی خاتم‌الانبیا (ص)) هو مقر القيادة القتاليَّة الموحدة للقوات المسلحة الإيرانية، وتقع تحت مسؤولية القيادة المباشرة لهيئة الأركان العامة. المقر مكلف بتخطيط وتنسيق العمليات العسكرية المشتركة داخل القوات الإيرانية. اعتبارًا من عام 2016، قائدها كان اللواء غلام علي رشيد.
في عام 2016، تم فصل المقر عن هيئة الأركان العامة كقيادة مستقلة دائمة مسؤولة عن القيادة والسيطرة العملياتية، بينما في السابق، لم يكن من الممكن إنشاء المقر إلا في زمن الحرب.
في أبريل 2024، تم فرض عقوبات على المقر والقائد الحالي لها، اللواء غلام علي رشيد من قبل المملكة المتحدة وكندا، وذلك ردًا على عملية الوعد الصَّادق، حيث نفذت إيران هجومًا صاروخيًا ضد إسرائيل في 13 أبريل، والذي قالت إيران إنه كان رداً على القصف الإسرائيلي للسفارة الإيرانية في دمشق في الأول من نيسان/أبريل.